# La Salvetat (Erau)
La Salvetat d'Agot (en francès La Salvetat-sur-Agout) és un municipi occità del Llenguadoc, del departament de l'Erau a la regió Occitània.